# 維基競賽
維基競賽（英語：Wikiracing）是一個運用網路百科全書—維基百科進行的競賽遊戲，玩家依靠點擊維基百科的內部連結從給定的起點條目移動到終點。此外也有著能夠進行維基競賽的外部網站。
在英語維基百科中，「英國」和任意一個條目的中間平均間隔著3.67個連結。一些特殊規則的維基競賽也會禁止使用「美國」這一連結，以增加遊戲難度。
2019年7月，出現了一個叫做「The Wiki Game」的維基競賽網站，讓用戶可以在線上與其他的玩家一起競賽，爭奪分數和排行榜名次。而後該網站又受到了網路紅人Game Grumps的實況遊玩，使得維基競賽得到了許多的知名度。「The Wiki Game」同時也有著手機應用版，開放在App Store下載。

## 外部連結
- 維基百科的維基競賽專欄（英语：Wikipedia:Wikirace）
- The Wiki Game （页面存档备份，存于）
- WikiRace （页面存档备份，存于） – 支援10種歐洲語言的維基競賽網站